# Hangar
Hangar je zaprta zgradba (struktura) namenjena shranjevanju zrakoplovov kot so letala, helikopterji, zračne ladje in vesoljska plovila. Grajeni so večinoma iz kovin ali betona, obstajajo pa tudi leseni. 
Uporabljajo se za vzdrževanje, popravilo, sestavo in gradnjo zrakoplovov. Prav tako ščitijo letala pred vremenom.

## Galerija
- Hangar No. 2 je 1.972 ft (601 m) dolg, 292 ft (89 m) širok ind 192 ft (59 m) visok.
- Airbus A319 med vzdrževalnimi deli
- Hangarji za vodna letala v Estonijie
- General Dynamics F-16 Fighting Falcon v vojaškem hangarju
- Srednje velik hangar na letališču Kemble, Anglija
- Hangar letalske družbe Iberia (XXL-150m razpon), letališče Barcelona, Španija
- Okrogli hangarji.